# 谷根千
谷根千（やねせん）とは文京区東端から台東区西端一帯の谷中、根津、千駄木周辺地区を指す総称である。もしくはその地域を扱った谷根千工房が発行している地域雑誌を指す。

## 概要
谷根千とは、「谷中」「根津」「千駄木」の頭文字をつなげたものである。地理的に隣り合っていて、街の風情が似ており、後述の雑誌『谷根千』などにより一体的な地域として取り上げられるようになった。
この地域は山手線内側にありながら、太平洋戦争の戦災をあまり受けなかった。戦後も大規模開発を免れたため、昔の街並みが残っている。また、落語の町として「やねせん亭」という落語家の集まりがある。最近は住宅地の間に新しい雑貨店や飲食店等の個性的なショップが増え、観光地としての側面が強くなってきている。公益財団法人東京観光財団のウェブサイトにおいても、東京都の代表的な観光エリアの一つとして「谷中・根津・千駄木」が挙げられている。
都心近くにありながら古民家も残り、下町の雰囲気があるとも称される。こうした谷根千の雰囲気を保存・活用するため、朝日信用金庫と一般財団法人・民間都市開発推進機構が2018年に1億円規模のファンドを創設した。

## 地域雑誌『谷根千』
1984年10月15日に森まゆみ、山崎範子、仰木ひろみ（森の実妹）、つるみよしこ（イラストレーターとしての参加。創刊号のみ「鶴見禎子」名義）が創刊した地域情報雑誌『谷根千』（正式には『地域雑誌 谷中・根津・千駄木』）は、その後全国各地で誕生した同種のリトル・マガジンのお手本となった。若者が集まるところでも開発が進むわけでもない、ごく普通の3つの地域の歴史や文化などの話題や生活の直接の情報を掲載して、地域おこし、地域を新しい価値観で見直すことを提唱したものである。同地域を中心に主に売られていた。森が『谷根千の冒険』（ちくま文庫）で、創刊当時の裏話を書いている。
1985年、第1回NTTタウン誌大賞受賞。1988年、第4回NTT全国タウン誌大賞授賞。1994年、NTTタウン誌フェスティバル特別賞受賞。1996年、NTTタウン誌大賞特別顕彰受賞。
1992年、「谷根千工房」がサントリー地域文化賞を受賞。1994年、山本有三記念郷土文化賞受賞。2020年、全国町並み保存連盟が主催する第42回全国町並みゼミ川越大会において、谷根千工房は第4回峯山冨美賞を受賞した。
藤原馨、峰吉智子もスタッフとして参加。また2003年から森の長女の川原理子もスタッフに加わっていた。
なお、2007年に雑誌『谷根千』の刊行を2009年で終了することを発表。2009年8月10日に予定していた終刊号（93号）を刊行したが、収録できなかった記事があったため、特別編集した「94号」（8月20日刊行）が最終号となった。
「谷根千工房」は存続し、「事務所を維持しながら、資料整理をはじめる」とのこと。
休刊直前に編まれた『ベスト・オブ・谷根千-町のアーカイヴス』（亜紀書房、2009年2月刊行）の書評において、永江朗は、メジャーな流通に乗らないにもかかわらず「知名度が高いのは、内容のおもしろさと志の高さによる」とし、また、この雑誌によって谷中・根津・千駄木が観光スポットとなり、下町散歩ブームのきっかけとなったとしている。
2018年時点ではインターネット・サイト「谷根千ねっと」（株式会社トライ運営）において、バックナンバーの紹介・販売や谷根千エリアの紹介が行われている。
2021年9月、有限会社「谷根千工房」の代表取締役社長が、山崎範子から川原温（森の長男）にかわった。2022年10月には全94号が別冊17号とともにデジタル化され、電子復刻版として販売され始めた。2024年5月から「イースト」からの刊行としてKindle版が販売開始された。
2024年6月には『谷根千』の編集後記をまとめた書籍『谷根千の編集後記』が月兎舎から刊行された。2024年7月の刊行記念トークイベントでは、山崎は三重県松阪市で暮らし、フリーの編集者として活躍しているとあかされた。